# Georges Iskandar
Georges Iskandar BS (* 4. Februar 1968 in Ain El Mir, Provinz Jezzine, Libanon) ist ein libanesischer Ordensgeistlicher und melkitisch griechisch-katholischer Erzbischof von Tyros.

## Leben
Georges Iskandar erwarb zunächst an der Libanesischen Universität Abschlüsse in Mathematik und IT-Management und trat danach der Ordensgemeinschaft der Basilianer vom Heiligsten Erlöser bei. Er studierte Philosophie und Theologie an der Heilig-Geist-Universität Kaslik und empfing am 11. Juli 1998 das Sakrament der Priesterweihe.
Von 1999 bis 2003 hielt er sich in Kanada auf, wo er nach weiteren Studien an der Saint Paul University das Lizenziat in Kanonischem Recht erwarb und in Ottawa in der Pfarrseelsorge mitarbeitete. Nach der Rückkehr in den Libanon leitete er das Knabenseminar seines Ordens und war als Schulleiter tätig. Zudem war er Generalvikar seines Ordens und ab 2007 Leiter des vereinigten Kirchengerichts der melkitischen griechisch-katholischen Kirche.
Am 20. August 2022 bestätigte Papst Franziskus seine durch die Synode der melkitischen Bischöfe erfolgte Wahl zum Erzbischof von Tyros. Der melkitische Patriarch von Antiochien, Joseph Absi SMSP, spendete ihm am 8. Oktober desselben Jahres im Kloster der Basilianer vom Heiligsten Erlöser in Joun die Bischofsweihe. Mitkonsekratoren waren der Erzbischof von Zahlé und Furzol, Ibrahim Michael Ibrahim BS, und der Erzbischof von Sidon, Elie Bechara Haddad BS. Die Amtseinführung in Tyros fand am 28. Oktober 2022 statt.